# Greg Egan
Greg Egan (* 20. August 1961 in Perth, Australien) ist ein australischer Science-Fiction-Schriftsteller und Mathematiker. Sein inhaltlicher Schwerpunkt liegt auf Biologie, Kybernetik und Physik. Seine Werke wurden bereits mit einem Hugo Award, einem John W. Campbell Memorial Award sowie drei Locus Awards und dem Kurd-Laßwitz-Preis ausgezeichnet.

## Leben
Greg Egan wurde am 20. August 1961 in Perth, Australien, geboren. Er studierte Mathematik an der University of Western Australia und erhielt hierin einen Bachelor of Science. Bis 1992 arbeitete er hauptberuflich als Programmierer. 1983 veröffentlichte er seinen ersten Roman An Unusual Angle, der von ihm selbst als Jugendsünde betrachtet wird. Seit seinem schriftstellerischen Durchbruch 1991 mit Quarantine (dt. Quarantäne) arbeitet er hauptberuflich als Autor.

## Literarisches Werk
Viele von Egans Romanen und Kurzgeschichten behandeln komplexe wissenschaftliche Zusammenhänge einer nicht sehr weit entfernten Zukunft. Typische Themen sind virtuelle Welten, künstliche Intelligenz oder biotechnologische Veränderungen, insbesondere auch des Menschen. Egan zeigt hier ein für Schriftsteller überdurchschnittliches Fachwissen in vielen naturwissenschaftlichen Disziplinen. Ein wiederkehrendes Motiv seiner Romane ist die Übertragung des menschlichen Bewusstseins von einem biologischen Körper in einen Computer, wo dieses seine Existenz in einer virtuellen Realität zeitlich unbegrenzt fortsetzen kann, wobei die möglichen Folgen für das Individuum diskutiert werden. Egan gehört damit zu den Autoren, die sich stark mit dem Posthumanismus auseinandersetzen.
Egans Werke wurden vielfach mit Preisen ausgezeichnet, unter anderem 1998 mit dem Hugo Award für seine Novelle Oceanic (Ozeanisch) und 2000 mit dem Kurd-Laßwitz-Preis für den Roman Distress (Qual). Greg Egan ist insbesondere in Australien und Japan äußerst erfolgreich.

## Mathematisches Werk
Im Jahr 2014 stellte Greg Egan eine Vermutung über die Gültigkeit einer verallgemeinerten Grace–Danielsson-Ungleichung über das Verhältnis der Radien zweier Sphären und des Abstandes ihrer jeweiligen Mittelpunkte, sodass ein Simplex zwischen sie hineinpasst, für höhere Dimensionen auf, was später als Egan-Vermutung bekannt wurde. Ein Beweis, dass die Ungleichung hinreichend ist, wurde von Greg Egan am 16. April 2018 unter einem Blogpost von John Baez veröffentlicht. Ein Beweis, dass die Ungleichung notwendig ist, wurde von Sergei Drozdov am 16. Oktober 2023 auf ArXiv veröffentlicht.
Im Jahr 2018 beschrieb Greg Egan eine Konstruktion für Superpermutationen und legte dadurch eine Obergrenze für ihre minimale Länge fest. Am 27. Februar 2019 beschrieb Greg Egan mithilfe der Ideen von Robin Houston und anderen eine Superpermutation von {\displaystyle n=7} Symbolen mit einer Länge von {\displaystyle 5606} und brach dadurch einen früheren Rekord.

## Preise
- Locus Award

- 1999 in der Kategorie Kurzroman für Oceanic
- 1999 in der Kategorie Erzählung für The Planck Dive
- 2000 in der Kategorie Erzählung für Border Guards

- Hugo Award

- 1999 in der Kategorie Kurzroman für Oceanic

- Campbell Memorial Award

- 1995 in der Kategorie Roman für Cyber City

- Kurd-Laßwitz-Preis

- 2000 in der Kategorie internationaler Roman für Qual

- Ditmar Award

- 1993 in der Kategorie Langform für Quarantäne
- 1995 in der Kategorie Langform für Cyber City

Er gewann verschiedene weitere Ditmar Awards, lehnte es aber mehrmals ab, diese entgegenzunehmen.
- Aurealis Award

- 1996 in der Kategorie SF-Roman für Qual
- 2000 in der Kategorie SF-Roman für Teranesia

- Seiun Award[7]

- 2001 für seine Kurzgeschichte Oceanic
- 2002 für seine Anthologie Reasons to be Cheerful
- 2003 für seine Kurzgeschichte Luminous
- 2005 für seinen Roman Qual
- 2006 für seinen Roman Diaspora

## Schriften

### Romane
- An Unusual Angle, 1983
- Quarantine, 1992

Quarantäne, übersetzt von Jürgen Martin, Bastei Lübbe, 1993, ISBN 3-404-24174-6
- Permutation City, 1994

Cyber-City, übersetzt von Axel Merz und Jürgen Martin, Bastei-Lübbe, 1995, ISBN 3-404-24200-9
- Distress, 1995

Qual, übersetzt von Bernhard Kempen, Heyne, 1999, ISBN 3-453-15643-9
- Diaspora, 1997

Diaspora, übersetzt von Bernhard Kempen, Heyne, 2000, ISBN 3-453-16181-5
- Teranesia, 1999

Teranesia, übersetzt von Bernhard Kempen, Heyne, 2001, ISBN 3-453-17927-7
- Schild's Ladder, 2002
- Incandescence, 2008
- Zendegi, 2010
- Orthogonal-Trilogie:
  - The Clockwork Rocket, 2011
  - The Eternal Flame, 2012
  - The Arrows of Time, 2013
- Dichronauts, 2017
- Perihelion Summer, 2019
- The Book of All Skies, 2021
- Scale, 2023
- Morphotrophic, 2024

### Kurzgeschichtensammlungen
- Axiomatic, 1995
- Our Lady of Chernobyl, 1995
- Luminous, 1998
- Dark Integers and Other Stories, 2008
- Crystal Nights and Other Stories, 2009
- Oceanic, 2009
- The Best of Greg Egan, 2019
- Instantiation, 2020
- Sleep and the Soul, 2023
- Phoresis and Other Journeys, 2023

### Auf Deutsch erschienene Kurzgeschichten
- The Caress (Januar 1990) als Die Liebkosung
- Learning to Be Me (Juli 1990) als Der Andere in meinem Kopf
- The Safe-Deposit Box (September 1990) als Ein zugriffsicheres Schließfach
- Axiomatic (November 1990) als Axiomatisch
- The Moral Virologist (Sommer 1990) als Der moralische Virologe
- Blood Sisters (Februar 1991) als Blutschwestern
- Appropriate Love (August 1991) als Wahre Liebe
- Reification Highway (Oktober 1992) als Vergegenständlichungstour
- Luminous (September 1995) als Lichtborn
- Reasons to Be Cheerful (April 1997) als Gute Gründe, fröhlich zu sein
- The Planck Dive (Februar 1998) als Der Planck-Sprung
- Oceanic (August 1998) als Ozeanisch
- Oracle (Juli 2000) als Orakel

### Weitere Kurzgeschichten
- Artifact, 1983
- The Way She Smiles, The Things She Says, 1985
- Tangled Up, 1985
- Mind Vampires, 1986/87
- Neighbourhood Watch, 1986/87
- Scatter My Ashes, 1988
- The Cutie, Mai/Juni 1989
- Beyond the Whistle Test, November 1989
- Eugene, Juni 1990
- The Extra, Winter 1990
- The Vat, Frühling 1990
- In Numbers, April 1991
- The Moat, März 1991
- The Infinite Assassin, Juni 1991
- The Demon's Passage, Winter 1991
- Fidelity, September 1991
- Into Darkness, Januar 1992
- The Hundred Light-Year Diary, Januar 1992
- Before, März 1992
- Unstable Orbits in the Space of Lies, Juli 1992
- Worthless, 1992
- Closer, Winter 1992
- The Walk, Dezember 1992
- Transition Dreams, Oktober 1993
- Chaff, Dezember 1993
- Our Lady of Chernobyl, Mai 1994
- Cocoon, Mai 1994
- Mitochondrial Eve, Februar 1995
- Seeing, 1995
- A Kidnapping, 1995
- Wang's Carpets, 1995
- Mister Volition, Oktober 1995
- TAP, November 1995
- Silver Fire, Dezember 1995
- Yeyuka, 1997
- Border Guards, Oktober 1999
- Only Connect, Februar 2000
- Singleton, Februar 2002
- Riding the Crocodile, 2005
- Glory, 2007
- Dark Integers, 2007
- Induction, Sommer 2007
- Steve Fever, November/Dezember 2007
- Crystal Nights, April 2008
- Lost Continent, 2008
- Hot Rock, 2009
- Zero for Conduct, September 2013,
- In the Ruins
- Bit Players, Winter 2014
- Break my Fall, 2014
- Shadow Flock, 2014
- Seventh Sight, 2014
- The Four Thousand, the Eight Hundred, Dezember 2015
- Uncanny Valley, August 2017
- The Discrete Charm of the Turing Machine, November/Dezember 2017
- Phoresis, 2018
- The Nearest, Juli 2018
- 3-adica, September/Oktober 2018
- Instantiation, März/April 2019
- This Is Not the Way Home, 2019
- The Slipway, Juli/August 2019
- Zeitgeber, Juli/August 2019
- Dispersion, 2020
- You and Whose Army?, Oktober 2020
- Light Up the Clouds, März/April 2021
- Sleep and the Soul, September/Oktober 2021
- Dream Factory, April 2022
- After Zero, 2022
- Solidity, September/Oktober 2022
- Crisis Actors, 2022
- Night Running, März/April 2023
- Didicosm, 2023
- Death and the Gorgon, 2024
- Vouch for Me, 2024